# Calvin Weston

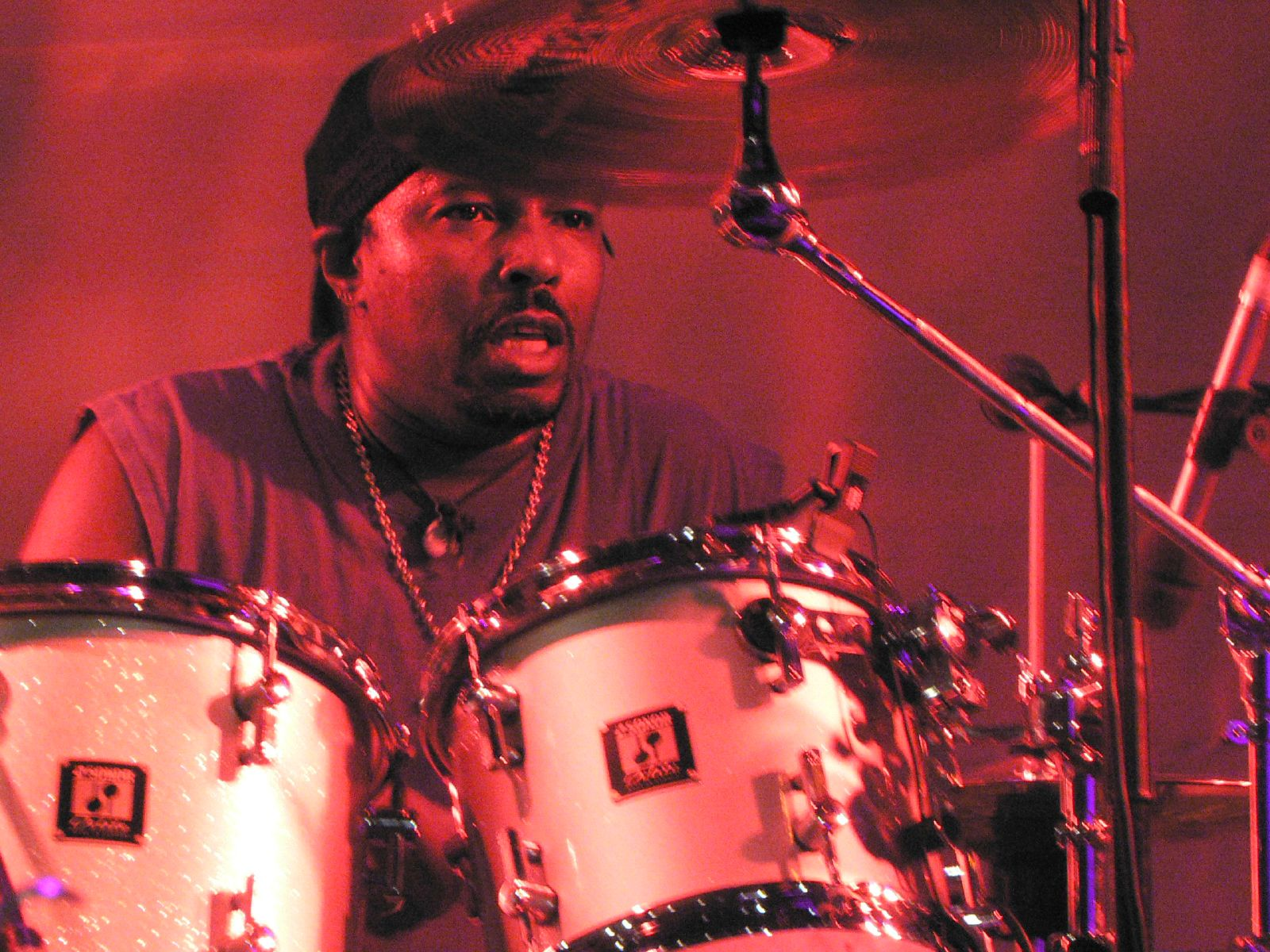
Calvin Weston 2007

Grant Calvin Weston (* 6. Juni 1959 in Philadelphia) ist ein amerikanischer Schlagzeuger des Funk Jazz.

## Leben und Wirken
Weston fand bereits als Kind in den Jazzclubs von Philadelphia aufgrund seiner außerordentlichen Motorik Beachtung. Mit 17 Jahren wurde er Mitglied der Prime Time von Ornette Coleman, mit dessen Band Prime Time er Platten wie Of Human Feelings (1979) aufnahm und bis 1987 auf internationale Tournee ging. Anschließend gehörte er zu den Gruppen von James Blood Ulmer. 1990 wurde er Mitglied von John Luries Lounge Lizards. Mit deren Perkussionisten Billy Martin nahm er 1995 das Album Percussion Duets auf. Mit Eyvind Kang und Kato Hideki gründete er das Trio Dying Grounds, das sich auch mit Shelley Hirsch und Billy Martin zu Socket erweiterte. 2002 folgte das Sextett Big Three, das eine Synthese der klanglichen Auffassung von Miles Davis, Ornette Coleman und Pharoah Sanders versucht. Weiterhin wirkte er in Projekten von Marc Ribot, Christy Doran, Derek Bailey, John Zorn und James Carter. 2008 tourte er sowohl mit Jean-Paul Bourelly und Melvin Gibbs, als auch mit Vernon Reid und Jamaaladeen Tacuma durch Europa. Zu hören ist er auch auf John Luries Soundtrackalbum Painting with John (2024).

## Diskographische Hinweise
- Dance Romance (In + Out 1990, mit James Blood Ulmer, Jamaaladeen Tacuma sowie Fostina Dixon)
- Billy Martin, Calvin Weston, DJ Logic For No One in Particular (Amulet Records 2003)
- Nassira (Amulet Records 2008)
- Of Alien Feelings (Imaginary Chicago Records 2012, mit u. a. Karl E. H. Seigfried)[1]

## Lexigraphische Einträge
- Wolf Kampmann (Hrsg.), unter Mitarbeit von Ekkehard Jost: Reclams Jazzlexikon. Reclam, Stuttgart 2003, ISBN 3-15-010528-5.